# شوهي ميشيما
شوهي ميشيما (باليابانية: 三島 頌平) (مواليد 20 نوفمبر 1995) هو لاعب كرة قدم ياباني.

## وصلات خارجية
- شوهي ميشيما على موقع رابطة كرة القدم اليابانية للمحترفين (اليابانية)
- شوهي ميشيما على موقع قاعدة بيانات كرة القدم.إي يو (الإنجليزية)
- شوهي ميشيما على موقع Soccerway.com (الإنجليزية)
- شوهي ميشيما على موقع عالم كرة القدم.نت (الإنجليزية)